# おおいたデジタル紀行
『おおいたデジタル紀行』（おおいたデジタルきこう）は、2012年3月25日まで大分放送（OBSテレビ）で放送されていた紀行番組・教養番組。

## 放送日時
- 本放送：日曜 22:54 - 23:00
- 再放送：日曜 12:54 - 13:00 （本放送の翌週）

## 歴代ナレーター
- 海原みどり（OBSアナウンサー）
- 舘原美幸（当時OBSアナウンサー）